# Petr Uličný (výzkumník)
Petr Uličný (* 11. dubna 1981 Ostrava) je český vynálezce, robotik, designér speciálních a asistivních technologií, popularizátor vědy a techniky.

## Život
V roce 2004 vystudoval VŠB-TU v Ostravě, obor robotika, a diplomovou práci napsal na téma Software pro řízení robota s prvky umělé inteligence. V roce 2008 vyvinul prototypovou řadu speciálních asistivních pomůcek (tj. pomůcek, které pomáhají zlepšit fyzické nebo duševní funkce osobám, které mají tyto funkce z různých důvodů sníženy).

## Technologie
Petr Uličný navrhl tzv. inteligentní kompenzační pomůcky určené osobám s různými omezeními, např. v důsledku roztroušené sklerózy, spinální atrofie, poškození míchy, a dalších onemocnění. Jeho speciální technologie byly již v roce 2008 vybaveny mj. umělou inteligenci, internetem věcí, hlasovým ovládáním. Technologie lze přizpůsobit dle uživatele a jeho specifických požadavků. Asistenci, tzn. technickou podporu pomůcek, lze provádět i dálkově.
Uličný zvítězil v různých soutěžích, např. StartupHarvest, konference Inspo, zúčastnil se pobytu v inovačním centru v Bostonu a realizoval řadu přednášek, workshopů a konferencí.
Výběr z tvorby:
- MouthMouse – speciální periferie[19][20][21]
- Robot Eiffel – koncept asistenčního robota ovládaného očima, hlasem, ústy – pro podporu zaměstnávání osob s různým omezením[22]
- ChytráAsistence – nastavení a konfigurace přístrojů pomocí fotografie[23]
- Diktovačka – převod textu do PC.[24] Od roku 2023 vybaveno technologií ChatGPT pro zajištění diskuze mezi klientem a mobilním telefonem[25]
- ChytrePomucky.cz – tvorba vlastních chytrých pomůcek[26]